# 藤沢一就
藤澤 一就 (ふじさわ かずなり、1964年8月12日 - ) は、日本棋院東京本院所属囲碁棋士、八段。東京都出身。
父は藤沢秀行名誉棋聖、長女は女流四冠などを達成した藤沢里菜五段。従兄にタイトル数7期の藤沢朋斎九段がいる。

## 略歴
1977年に院生となり、1981年日本棋院初段。以後昇段を重ね、1999年より八段となる。1990～1994年、2002～2008年の間、日本棋院常務理事を務める。

## 棋士育成
長年にわたる棋士育成に定評があり、2021年12月に「長所を伸ばす育成方針が実を結び、囲碁界に新風を吹き込んだ」として第39回日本囲碁ジャーナリストクラブ賞を受賞した。父の秀行、娘の里菜も過去に同賞を受賞していて、三代にわたる受賞となった。2022年現在、門下より12名の棋士を輩出している。
2000年に新宿区歌舞伎町1丁目に開設した新宿こども囲碁教室は、在籍生徒数約200人。ここで育った院生は20数名おり、これは院生全体の3分の1以上を占める。
2007年には、「強いプロを育てる」を目標に、プロ志望の子どもに早期からの教育を行う天豊道場を、教室とは別に東新宿で開設した。道場の命名は藤沢の父・藤沢秀行による。道場には、指導のため高尾紳路、結城聡、坂井秀至などが頻繁に訪れている。開設当初は秀行も指導に訪れていた。
2024年には一門の後援会が発足した。また、2025年に開学したZEN大学において知能情報社会学部の客員教授を兼任していた。
N高等学校の囲碁部特別顧問を務めている縁で、複数の弟子がN高に入学している。
| 順 | 棋士       | 入段 | 段位 | 生年 | 齢 | 実績など                                      |        |
| -- | ---------- | ---- | ---- | ---- | -- | --------------------------------------------- | ------ |
| 1  | 寺山怜     | 2007 | 六段 | 1990 | 34 | NHK杯準優勝・若鯉戦優勝                       | [ 8 ]  |
| 2  | 沼舘沙輝哉 | 2010 | 七段 | 1991 | 33 |                                               | [ 9 ]  |
| 3  | 本木克弥   | 2011 | 九段 | 1995 | 29 | 本因坊挑戦者・若鯉戦優勝                      | [ 10 ] |
| 4  | 飛田早紀   | 2011 | 二段 | 1991 | 34 |                                               | [ 11 ] |
| 5  | 木部夏生   | 2012 | 三段 | 1995 | 29 |                                               | [ 12 ] |
| 6  | 広瀬優一   | 2016 | 七段 | 2001 | 23 | 新人王・若鯉戦優勝                            | [ 13 ] |
| 6  | 上野愛咲美 | 2016 | 六段 | 2001 | 23 | 新人王・若鯉戦優勝2回・女流グランドスラムなど | [ 14 ] |
| 8  | 関航太郎   | 2016 | 九段 | 2001 | 23 | 天元2期・新人王・NHK杯優勝                    | [ 15 ] |
| 9  | 青木裕孝   | 2018 | 三段 | 2001 | 24 |                                               | [ 16 ] |
| 10 | 上野梨紗   | 2019 | 三段 | 2006 | 18 | ワールド碁女流最強戦優勝、女流棋聖2期など     | [ 17 ] |
| 11 | 藤井浩貴   | 2020 | 二段 | 2002 | 22 |                                               | [ 18 ] |
| 12 | 竹下凌矢   | 2021 | 初段 | 2005 | 20 |                                               | [ 19 ] |
| 13 | 河原裕     | 2022 | 二段 | 2006 | 19 |                                               | [ 20 ] |
| 14 | 柳井一真   | 2024 | 初段 | 2006 | 19 |                                               | [ 21 ] |
| 14 | 竹下奈那   | 2024 | 初段 | 2008 | 17 |                                               | [ 22 ] |
| 16 | 荒井幹太   | 2025 | 初段 | 2008 | 16 |                                               | [ 23 ] |

## 出演

### ニコニコ生放送
- Men's Knuckle カズアキの目指せ1000人斬り!（2010－2011）
- 囲碁少女15（－2013）
- ニコスト -niconico stones-
- ヒカルの碁 鑑賞会

### その他
- N高等学校・囲碁部特別顧問（2016年）[24]